# Weinstein-Skandal

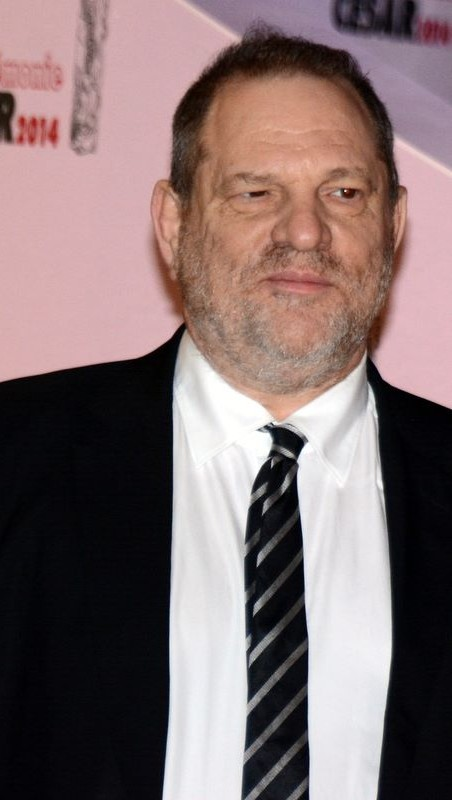
Harvey Weinstein (2014)

Der Weinstein-Skandal umfasst mehrere, erstmals im Oktober 2017 in der New York Times und dem New Yorker veröffentlichte Vorwürfe der jahrzehntelangen sexuellen Belästigung, sexuellen Nötigung und Vergewaltigung gegenüber Dutzenden Frauen aus der Filmindustrie gegen den US-amerikanischen Filmproduzenten Harvey Weinstein.
Weinstein bestritt die Vergewaltigungen.
Kurz nach der Veröffentlichung der Vorwürfe wurde Weinstein von seinem Unternehmen, der The Weinstein Company, entlassen und aus der Academy of Motion Picture Arts and Sciences sowie anderen Berufsvereinigungen ausgeschlossen. Seine Ehefrau Georgina Chapman gab die Trennung bekannt und ließ sich scheiden. Politiker, die er unterstützt hatte, distanzierten sich von ihm. Wegen Vergewaltigung und schwerer sexueller Nötigung in mehreren Fällen ist Weinstein zu einer Gesamtstrafe von 39 Jahren verurteilt worden. Gegen ein erstes Urteil aus dem Jahr 2020 legte er erfolgreich Berufung ein. (Stand: 25. April 2024)

## Hintergrund
Harvey Weinstein und sein Bruder Bob Weinstein gründeten 1979 die Filmproduktionsfirma Miramax. Im März 2005 gründeten die Brüder The Weinstein Company und verkauften im September 2005 Miramax.
Gerüchte über Weinsteins „Besetzungscouch“-Praktiken hatten in Hollywood seit Jahren die Runde gemacht; Unterhaltungskünstler machten gelegentlich entsprechende Andeutungen. 1998 sagte Gwyneth Paltrow bei der Late Show with David Letterman, dass Weinstein sie dazu nötigte, „ein oder zwei Dinge zu tun“. 2005 riet Courtney Love jungen Schauspielerinnen in einem Interview: „Wenn Harvey Weinstein dich zu einer Privatparty in das Four Seasons einlädt, geh nicht hin.“ 2010 wurde in einem Artikel mit dem Titel Harvey’s Girls eine Anspielung auf Weinsteins „Besetzungscouch“ gemacht: „Alle paar Jahre sucht sich Harvey ein neues Mädchen als sein Mäuschen.“ 2012 sagte eine Figur in der Fernsehserie 30 Rock: „Ich habe keine Angst vor irgendjemandem im Showgeschäft, ich habe den Geschlechtsverkehr mit Harvey Weinstein bei nicht weniger als drei Gelegenheiten abgelehnt – von fünf.“ Bei der Oscar-Verleihung 2013 scherzte der Gastgeber Seth MacFarlane bei der Ankündigung der als beste Nebendarstellerin Nominierten, sie "müssen nicht mehr so tun, als würden sie sich zu Harvey Weinstein hingezogen fühlen." 2014 wurde Weinstein zudem von dem polnischen Regisseur Andrzej Żuławski öffentlich als „größtes Schwein Hollywoods“ bezeichnet. Im Jahr darauf schrieb Jordan Sargent in dem Gawker-Artikel Tell Us What You Know About Harvey Weinstein’s „Open Secret“, dass „Gerüchte über den mächtigen Produzenten, der sich seine Industriemacht für sexuelle Befriedigung zunutze macht – einvernehmlich oder sonstwie –, dazu tendierten, unausgesprochen zu bleiben, begrenzt auf gedämpftes Getuschel und schäbige Gerüchte-Blog-Kommentare“.
2015 berichtete die New York Times, Weinstein sei von der Polizei befragt worden, nachdem eine 22-jährige Frau ihn beschuldigt hatte, sie unangemessen berührt zu haben. Die Frau, das italienische Model Ambra Battilana Gutierrez, wurde damals von einigen Boulevardmedien als aufstrebende Opportunistin und angebliche Erpresserin dargestellt und mit den berüchtigten Bunga-Bunga-Partys des früheren italienischen Premierministers Silvio Berlusconi in Verbindung gebracht. Der Bezirksstaatsanwalt von Manhattan, Cyrus Vance Jr., erhob aus Mangel an Beweisen keine Anklage. Eine Ehekrise konnte Weinstein damals noch abwenden.

## Enthüllungen 2017
Über substanzielle Beschuldigungen von sexuellem Fehlverhalten Weinsteins berichteten zuerst am 5. Oktober 2017 die Journalistinnen Jodi Kantor und Megan Twohey von der New York Times. In ihrem Artikel beschuldigten die Autorinnen Weinstein der sexuellen Belästigung über drei Dekaden und berichteten von Zahlungen in acht Vergleichen an Schauspielerinnen und Produktionsassistentinnen, Zeitarbeiterinnen und andere Angestellte der Firmen Miramax und The Weinstein Company.
Am 10. Oktober 2017 berichtete der NBC-News-Korrespondent Ronan Farrow im The New Yorker über weitere Anschuldigungen, wonach Weinstein 13 Frauen sexuell genötigt oder belästigt und drei vergewaltigt habe. Farrow sagte, er habe das Material schon Monate früher auf NBC bringen wollen, deutete aber an, dass der Sender unter Druck stand, es nicht zu veröffentlichen. NBC dementierte dies, andere Pressemedien hingegen bestätigten und kritisierten ebendies an NBC. Farrow zufolge sagten 16 frühere oder derzeitige Führungskräfte und Assistenten aus Weinsteins Umfeld, dass sie Weinsteins unerwünschte sexuelle Avancen beobachtet hätten oder darüber informiert gewesen seien. Vier Schauspielerinnen gaben ihren Verdacht weiter, dass Weinstein sie von Filmprojekten abgezogen hatte oder andere dazu überredete, sie in Filmprojekten nicht zu besetzen, nachdem sie seine sexuellen Avancen zurückgewiesen und sich über ihn beschwert hatten. Der New Yorker veröffentlichte auch den Mitschnitt einer belastenden Tonaufnahme aus einer Sting-Operation der „Special Victims Unit“ der New Yorker Polizei aus dem Jahr 2015. Darin räumte Weinstein ein, Ambra Gutierrez begrapscht zu haben.
Für die Enthüllung des Weinstein-Skandals erhielten im darauffolgenden Jahr Jodi Kantor und Megan Twohey sowie Ronan Farrow den Pulitzer-Preis in der Kategorie Dienst an der Öffentlichkeit.

## Weitere Anschuldigungen
Nachdem die Artikel in der New York Times und im New Yorker erschienen waren, erhoben viele Frauen aus der Unterhaltungsindustrie ähnliche Anschuldigungen gegen Weinstein. Ihren Berichten zufolge lud Weinstein junge Schauspielerinnen oder Models in ein Hotelzimmer oder Büro unter dem Vorwand ein, deren Karriere zu besprechen, und verlangte dann Massagen oder Sex von ihnen. Ehemalige Kollegen und Mitarbeiter Weinsteins sagten den Reportern, dass diese Aktivitäten durch Angestellte, den Mitarbeiterstab und Agenten ermöglicht wurden, die diese Meetings anberaumten, sowie Rechtsanwälte und Pressesprecher, die Beschwerden mittels Zahlungen und Drohungen unterdrückten. Eine ehemalige Assistentin meldete sich und verwahrte sich gegen derartige Vorwürfe der „Kollaboration“. Sie und ihre Arbeitskolleginnen hätten selber gelitten und in einem „System von Manipulation und Unterdrückung“ gelebt. Sie mache sich aber im Nachhinein Vorwürfe, jenes „System der Demütigung und Ausbeutung“ nicht früher verlassen zu haben.

### Sexuelle Belästigung oder Nötigung
Zu den Frauen, die angegeben haben, von Weinstein sexuell belästigt oder genötigt worden zu sein, zählen:
- Amber Anderson, Schauspielerin[31]
- Lysette Anthony, Schauspielerin[32]
- Asia Argento, Schauspielerin und Regisseurin[20]
- Rosanna Arquette, Schauspielerin[20]
- Jessica Barth, Schauspielerin[20]
- Kate Beckinsale, Schauspielerin[33]
- Zoë Brock, Model[34]
- Juls Bindi, Massagetherapeutin[35]
- Cynthia Burr, Schauspielerin[36]
- Liza Campbell, Schriftstellerin und Künstlerin[37]
- Alexandra Canosa, Produzentin[38]
- Emma de Caunes, Schauspielerin[20]
- Marisa Coughlan, Schauspielerin und Drehbuchautorin[39]
- Hope Exiner d’Amore, Angestellte bei Weinstein[36]
- Florence Darel, Schauspielerin[40]
- Cara Delevingne, Schauspielerin und Model[41]
- Paz de la Huerta, Schauspielerin[42]
- Juliana De Paula, Model[43]
- Sophie Dix, Schauspielerin[44]
- Lacey Dorn, Schauspielerin und Filmemacherin[36]
- Caitlin Dulaney, Schauspielerin[45]
- Dawn Dunning, Schauspielerin[46]
- Lina Esco, Schauspielerin und Regisseurin[47]
- Alice Evans, Schauspielerin[48]
- Lucia Evans, vormals Lucia Stoller, Schauspielerin[20]
- Angie Everhart, Model und Schauspielerin[49]
- Claire Forlani, Schauspielerin[50]
- Romola Garai, Schauspielerin[51]
- Louisette Geiss, Drehbuchautorin und Schauspielerin[37]
- Louise Godbold, Geschäftsführerin einer Non-Profit-Organisation[37]
- Judith Godrèche, Schauspielerin[46]
- Trish Goff, früheres Model, Schauspielerin und Immobilienmaklerin[52]
- Larissa Gomes, Schauspielerin[45]
- Eva Green, Schauspielerin[53]
- Ambra Gutierrez, vormals Ambra Battilana, Model[19]
- Mimi Haleyi, Angestellte bei Weinstein[54]
- Daryl Hannah, Schauspielerin[55]
- Salma Hayek, Schauspielerin[56]
- Lena Headey, Schauspielerin[57]
- Natasha Henstridge, Schauspielerin[58]
- Lauren Holly, Schauspielerin[59]
- Dominique Huett, Schauspielerin[60]
- Jessica Hynes, Schauspielerin[61]
- Angelina Jolie, Schauspielerin und Regisseurin[46]
- Ashley Judd, Schauspielerin[19][62]
- Minka Kelly, Schauspielerin[63]
- Katherine Kendall, Schauspielerin[46]
- Heather Kerr, ehemalige Schauspielerin[64]
- Mia Kirshner, Schauspielerin[65]
- Myleene Klass, Sängerin und Model[19]
- Nannette Klatt, Schauspielerin[66]
- Laura Madden, Angestellte bei Weinstein[37]
- Natassia Malthe, Schauspielerin[67]
- Julianna Margulies, Schauspielerin[68]
- Brit Marling, Schauspielerin[69]
- Sarah Ann Masse, Schauspielerin, Komikerin und Schriftstellerin[37]
- Ashley Matthau, Schauspielerin[36]
- Rose McGowan, Schauspielerin[19]
- Natalie Mendoza, Schauspielerin[70]
- Sophie Morris, Angestellte bei Weinstein[71]
- Katya Mtsitouridze, Fernsehmoderatorin[72]
- Emily Nestor, Angestellte bei Weinstein[37]
- Connie Nielsen, Schauspielerin[73]
- Kadian Noble, Schauspielerin[74]
- Lupita Nyong’o, Schauspielerin[75]
- Lauren O’Connor, Angestellte bei Weinstein[76]
- Gwyneth Paltrow, Schauspielerin[46]
- Samantha Panagrosso, früheres Model[77]
- Zelda Perkins, Angestellte bei Weinstein[37]
- Vu Thu Phuong, Schauspielerin und Geschäftsfrau[78]
- Sarah Polley, Schauspielerin, Schriftstellerin und Regisseurin[79]
- Tomi-Ann Roberts, Professorin der Psychologie[46]
- Lisa Rose, Angestellte bei Miramax[80]
- Erika Rosenbaum, Schauspielerin[81]
- Melissa Sagemiller, Schauspielerin[82]
- Annabella Sciorra, Schauspielerin[83]
- Léa Seydoux, Schauspielerin[84]
- Jennifer Siebel, Dokumentarfilmerin und Schauspielerin[85]
- Lauren Sivan, Journalistin[86]
- Chelsea Skidmore, Schauspielerin und Komikerin[47]
- Mira Sorvino, Schauspielerin[20]
- Kaja Sokola, Model[87]
- Tara Subkoff, Schauspielerin[19]
- Melissa Thompson, Schauspielerin[45]
- Uma Thurman, Schauspielerin[88]
- Paula Wachowiak, Angestellte bei Weinstein[89]
- Paula Williams, Schauspielerin[90]
- Sean Young, Schauspielerin[91]

### Vergewaltigungen
Anthony, Argento, Evans, McGowan, Sciorra und eine nicht mit Namen genannte Frau, die vom New Yorker zitiert wurde, haben Weinstein zusätzlich zur sexuellen Belästigung und der sexuellen Nötigung auch der Vergewaltigung beschuldigt. Bereits im Oktober 2016 hatte McGowan in einem Tweet indirekt zum Ausdruck gebracht, dass sie von Weinstein vergewaltigt worden sei. Sie beschuldigte im Oktober 2017 zudem mehrere Personen aus seinem Umfeld der Mitwisserschaft, darunter den gesamten Vorstand der Weinstein Company und Schauspieler Ben Affleck.

### Detekteien ehemaliger Mossad-Agenten
Um einer Veröffentlichung dieser Vorwürfe entgegenzuwirken, beauftragte Weinstein Sicherheitsdienste bzw. Privatdetekteien, die unter falschen Identitäten betroffene Frauen ausforschten. Den Vertrag mit Black Cube, einem Unternehmen, das größtenteils von früheren Agenten des Mossad und anderer Geheimdienste betrieben wird, schloss er im Juli 2017. Zwei Detektive trafen sich mit McGowan, die Weinstein der Vergewaltigung beschuldigte – unter anderem auch unter dem Vorwand, Frauenrechtler zu sein. Eine Agentin gab unter falscher Identität vor, ebenfalls betroffen zu sein. Black Cube entschuldigte sich später und kündigte an, die 1,1 Millionen Euro Honorar an Frauenrechtsorganisationen zu spenden. In anderen Fällen befragten von Weinstein beauftragte Journalisten und Detektive Frauen, um zu ermitteln, mit welchen Pressevertretern Kontakte bestanden – und berichteten Weinstein dies.

## Weinsteins Entgegnungen
Weinstein sagte nach dem Erscheinen des Artikels in der New York Times, er werde eine Auszeit nehmen. Er entschuldige sich für sein Benehmen, das zu viel Leid geführt habe, und wolle seine „Dämonen“ in den Griff bekommen. Seine Beraterin, die Anwältin Lisa Bloom, beschrieb ihn als „alte[n] Dinosaurier, der sich an eine neue Zeit gewöhnen muss“. Bloom wurde für die Handhabung der Verteidigung Weinsteins kritisiert, am 7. Oktober 2017 trat sie als Beraterin zurück.
Zwei Tage später heuerte Weinstein die PR-Firma Sitrick and Company an, die auf Krisen-PR spezialisiert ist. Weinsteins Anwalt Charles J. Harder schrieb, sein Klient werde die New York Times verklagen, aber per 15. Oktober vertrat er Weinstein nicht mehr.
Als Antwort auf den New-Yorker-Bericht gab eine Sprecherin Weinsteins die folgende Erklärung ab:

“Any allegations of non-consensual sex are unequivocally denied by Mr. Weinstein. Mr. Weinstein has further confirmed that there were never any acts of retaliation against any women for refusing his advances … Mr. Weinstein has begun counseling, has listened to the community and is pursuing a better path. Mr. Weinstein is hoping that if he makes enough progress, he will be given a second chance.”

„Jegliche Anschuldigungen über nicht einvernehmlichen Sex wurden durch Hr. Weinstein unmissverständlich zurückgewiesen. Hr. Weinstein hat weiterhin bestätigt, dass es nie irgendwelche Vergeltungsakte gegen irgendwelche Frauen für das Ablehnen seiner Avancen gab … Hr. Weinstein hat eine Therapie begonnen, hat der Community zugehört und strebt einen besseren Weg an. Hr. Weinstein hofft darauf, dass er, wenn er genügend Fortschritte macht, eine zweite Chance bekommt.“

## Reaktionen
Weinsteins mutmaßliche Handlungen wurden nach ihrem Bekanntwerden im Oktober 2017 von zahlreichen Prominenten verurteilt. Es löste auch eine öffentliche Diskussion über die „vorsätzliche Ignoranz und schmähliche Mitschuld bei sexuell aggressivem Verhalten und Belästigungen am Arbeitsplatz“ in der Filmindustrie aus, wie es die Academy of Motion Picture Arts and Sciences bezeichnete.
Die Schauspielerin Alyssa Milano rief nach Bekanntwerden des Skandals dazu auf, über Twitter das Hashtag #MeToo (dt. „ich auch“) zu nutzen, wenn man als Frau sexuelle Übergriffe erlebt habe. Unzählige Frauen folgten dem Aufruf. In Frankreich rief die Journalistin Sandra Muller dazu auf, sexuelle Übergriffe mit dem Hashtag „#BalanceTonPorc“ (dt. „Verpfeif’ dein Schwein“) bekanntzumachen; der Begriff wurde in sechs Tagen 335.000 Mal geteilt. Brigitte Macron, die Ehefrau des französischen Präsidenten, begrüßte die Debatte.

### Filmregisseure
In einem Gespräch mit Buzzfeed News gab der Regisseur Michael Caton-Jones an, Weinstein habe ihn für den Film B. Monkey durch einen anderen Regisseur ersetzt und es so dargestellt, als habe er sich freiwillig aus dem Projekt zurückgezogen, nachdem er sich mit diesem wegen der Besetzung der Hauptrolle gestritten habe. Weinstein habe die von ihm vorgeschlagene Sophie Okonedo mit einer sexistischen Begründung abgelehnt, woraufhin Caton-Jones ihm vorgehalten habe, er solle das Casting des Films nicht mit der Besetzungscouch ruinieren. Die Schauspielerin Asia Argento, die die Rolle letzten Endes übernahm, gehört zu den Frauen, die Weinstein der Vergewaltigung bezichtigen.
In einem Gastbeitrag in der New York Times berichtete die Schauspielerin Salma Hayek am 12. Dezember 2017 darüber, wie Weinstein ihr für ihr Filmprojekt Frida immer höhere Hürden vorgegeben und zunehmend mit „machiavellistischer Wut“ reagiert habe, als sie wiederholt seine sexuellen Annäherungsversuche abwies. Einmal habe er sogar gedroht, sie umzubringen. Maria Wiesner von der FAZ sieht darin eine Bestätigung dafür, dass Weinstein „auf Gewinn, Prestige und Preise verzichtet [hätte], nur um für sein gekränktes Ego Rache zu nehmen“, und stellt sich „unweigerlich die Frage, wie oft ähnliches Verhalten gute Filme verhindert hat“. Weinstein wies die Anschuldigungen Hayeks zurück.
Im Dezember 2017 äußerte Herr-der-Ringe-Regisseur Peter Jackson in einem Interview mit dem Online-Portal Stuff, dass er in den 1990er-Jahren die Schauspielerinnen Ashley Judd und Mira Sorvino für seine Hobbit- und Herr-der-Ringe-Filmprojekte in Betracht gezogen habe, sie jedoch wegen Warnungen der Weinstein-Brüder vor einer Zusammenarbeit mit ihnen nicht mehr für diese berücksichtigte. Mit Bekanntwerden der Anschuldigungen gegen Weinstein halte er dessen Warnungen rückblickend für den Teil einer „Schmutzkampagne in vollem Gange“ gegen Schauspielerinnen. Ende April 2018 reichte Ashley Judd Klage gegen Weinstein ein.

### Geschäftliches
Am 8. Oktober 2017 setzte der Verwaltungsrat der Weinstein Company Weinstein als Vorstandschef ab. Neun Tage später trat Weinstein von seiner Funktion im Aufsichtsrat zurück. Mehrere Unternehmen beendeten ihre Zusammenarbeit mit der Weinstein Company, darunter Apple, Hachette, Amazon, Lexus, Ovation TV und Netflix. Angestellte forderten schon kurz nach den Enthüllungen des Weinstein-Skandals die Außerkraftsetzung der vielfach kritisierten Verschwiegenheitsvereinbarungen, doch die Weinstein Company war erst im Zuge der Konkursanmeldung (nach Chapter 11) am 19. März 2018 zu diesem Schritt bereit.
Weinstein-Klausel
In der Finanzwelt ging man bald dazu über, in Fusions- oder Übernahmeverträge eine sogenannte Weinstein-Klausel aufzunehmen. Diese sieht vor, dass vom Käufer ein Teil des Transaktionswerts zurückverlangt werden kann, falls erst zu einem späteren Zeitpunkt ein unangemessenes Verhalten bekannt werden sollte. Derartige treuhänderisch zurückgelegte Sicherstellungen beliefen sich auf bis zu 10 % des gesamten Transaktionswerts.

### Professionelle Vereinigungen
Kurz nach Weinsteins Entlassung suspendierte die British Academy of Film and Television Arts (BAFTA) die Mitgliedschaft Weinsteins mit sofortiger Wirkung. Die Academy of Motion Picture Arts and Sciences (AMPAS), die den Oscar verleiht, beschloss in einer Dringlichkeitssitzung den Ausschluss Weinsteins. Zudem kündigte sie ethische Verhaltensstandards für ihre Mitglieder an, die im Dezember 2017 als verbindlicher Verhaltenskodex in Kraft traten. Die Academy of Television Arts & Sciences (ATAS), die auch den Emmy verleiht, schloss Weinstein auf Lebenszeit aus. Die Producers Guild of America (PGA) beschloss einstimmig, ein Ausschlussverfahren einzuleiten. Zu einer Stellungnahme aufgefordert, äußerte sich Weinstein nicht zu den Vorwürfen, gab stattdessen seine Mitgliedschaft auf und wurde daraufhin vom PGA-Verband auf Lebenszeit ausgeschlossen. Außerdem wurde eine Arbeitsgruppe eingesetzt, die sich mit dem Problem der sexuellen Belästigung befasst und im Januar 2018 einen Leitfaden für Produzenten herausgab. Auch die größte Mediengewerkschaft Hollywoods (SAG-AFTRA) veröffentlichte im Februar 2018 einen Verhaltenskodex, und im April 2018 sprach sich die Gewerkschaft dezidiert gegen Arbeitstreffen in Hotelzimmern aus, mit dem Ziel einer Verbesserung der Arbeitssicherheit.

### Politik
Prominente Politiker verurteilten die Weinstein zur Last gelegten Taten. Mehrere US-Politiker, die Weinstein unterstützt hatte, reichten seine Spenden weiter an Wohltätigkeitsorganisationen, darunter die demokratischen Senatoren Al Franken, Charles Schumer, Patrick Leahy und Martin Heinrich.
Der damalige US-Präsident Donald Trump sagte, er kenne Weinstein seit langem und sei überhaupt nicht überrascht über die Vorwürfe. Hillary Clinton, Barack und Michelle Obama verurteilten am 10. Oktober 2017 das über Weinstein berichtete Verhalten.
Die Fraktionsvorsitzende der Demokraten Nancy Pelosi bezeichnete die Enthüllungen um Donald Trump als Auslöser für das Publikwerden des Weinstein-Skandals, der zu einer Flut an Beschwerden über sexuelles Fehlverhalten geführt habe. Das Repräsentantenhaus der Vereinigten Staaten beschloss Ende November 2017 einstimmig die Durchführung von jährlichen Anti-Sexismus-Seminaren für alle Abgeordneten und deren Mitarbeiter.
Frankreichs Staatspräsident Emmanuel Macron leitete Schritte ein, Weinstein den Verdienstorden der Ehrenlegion abzuerkennen. In Großbritannien forderte die Labour-Abgeordnete Chi Onwurah das zuständige Honours Forfeiture Committee auf, den Prozess einzuleiten, mit dem Weinstein der Titel Commander im Order of the British Empire entzogen werden kann.

### Sonstige Reaktionen
Weinsteins Ehefrau Georgina Chapman gab nach Bekanntwerden der Vergewaltigungsvorwürfe die Trennung bekannt und handelte die Scheidung aus. Bob Weinstein sagte in einem Interview, er habe von dem Ausmaß der mutmaßlichen Vergehen nichts gewusst – und wegen der vielen Frauen in Harveys Leben gedacht, sein Bruder gehe eben ständig fremd.
Weinsteins Alma Mater, die University at Buffalo, entzog ihm die Ehrendoktorwürde. Die Harvard University widerrief die Auszeichnung mit der W. E. B. Du Bois Medaille, die sie ihm 2004 verliehen hatte. Das British Film Institute erkannte ihm die Ehrenmitgliedschaft ab.
Mehr als 300 Hollywood-Künstlerinnen riefen zu Neujahr 2018 in den Tageszeitungen New York Times und La Opinión dazu auf, sich der Initiative Time’s Up (dt. „Die Zeit ist um“) anzuschließen. Sie versprachen, künftig auch weniger begüterten Frauen wie Arbeiterinnen, Kellnerinnen und Zimmermädchen Schutz vor und Rechtshilfe nach sexuellen Übergriffen zu bieten.

## Verfahren

### Strafrechtliche Ermittlungen
Das New York City Police Department und das Londoner Metropolitan Police Service gaben am 12. Oktober 2017 bekannt, die Vorwürfe gegen Weinstein würden untersucht. Die britische Untersuchung betrifft Beschwerden von drei Frauen wegen Nötigung, die dem Vernehmen nach in London in den späten 1980ern, 1992, 2010, 2011 und 2015 stattgefunden haben.

#### Prozesse
Am 6. Januar 2020 begann am State Supreme Court in New York unter dem Vorsitz des Richters James Burke der erste Prozess gegen Weinstein. Ihm wurden unter anderem rape in the first degree und predatory sexual assault zur Last gelegt (besonders schwere Vergewaltigung und gewalttätige sexuelle Nötigung). Verhandelt wurde über mutmaßliche Straftaten des Filmproduzenten zum Nachteil zweier Frauen. Am 24. Februar 2020 wurde er von der Jury in zwei von fünf Anklagepunkten schuldig gesprochen: Vergewaltigung und sexuelle Nötigung. Von den übrigen Punkten, darunter den schwersten Vorwürfen der „Vergewaltigung ersten Grades“ und des „raubtierhaften sexuellen Angriffs“, wurde er hingegen freigesprochen. Weinstein wurde am 11. März 2020 zu 23 Jahren Gefängnis verurteilt. Gegen das Urteil hat er erfolgreich Berufung eingelegt. Ende April 2024 hob das Oberste Gericht in New York das Vergewaltigungsurteil wegen Verfahrensfehlern auf. Vier von sieben Richtern stimmten für diese Entscheidung. Im ersten Prozess hätten Frauen über Vorwürfe ausgesagt, die nicht Teil der Anklage gewesen seien. Auch habe das Kreuzverhör Weinstein in einem „höchst nachteiligen“ Licht erscheinen lassen. Aufgrund seiner Verurteilung in einem zweiten Prozess (siehe unten) wird der frühere Filmproduzent weiterhin in Haft bleiben.
In Los Angeles fand ein weiterer Strafprozess gegen Weinstein statt, in dem er am 20. September 2021 angehört wurde und sich „nicht schuldig“ bekannte. Am 19. Dezember 2022 wurde Weinstein in diesem Prozess von einer Geschworenenjury der Vergewaltigung, des erzwungenen Oralverkehrs und eines weiteren Falles sexuellen Fehlverhaltens gegenüber einer nicht namentlich bezeichneten Klägerin für schuldig befunden. In anderen Anklagepunkten gegenüber zwei weiteren Klägerinnen, darunter auch die Schauspielerin und Ehefrau des kalifornischen Gouverneurs Gavin Newsom, Jennifer Siebel, erging kein Schuldspruch, da es den Geschworenen nicht gelang, eine Entscheidung zu finden.

### Bürgerrechtliche Ermittlungen
Der Attorney General von New York, Eric Schneiderman, leitete Ermittlungen betreffend The Weinstein Company (TWC) ein und ließ über sein Bürgerrechtsbüro zahlreiche Dokumente mittels einer Subpoena anfordern. Am 11. Februar 2018 gab das Büro des Staatsanwalts in einer Presseerklärung bekannt, dass Anklage gegen TWC, Harvey Weinstein und Robert „Bob“ Weinstein eingereicht worden sei. Am 8. Mai 2018 trat Eric Schneiderman von seinem Amt als New Yorker Generalstaatsanwalt zurück, nachdem mehrere Ex-Partnerinnen gegen ihn Misshandlungsvorwürfe erhoben hatten.

## Rezeption

### Kunst und Kultur
Die Veranstalter der traditionellen Bonfire Night in Edenbridge enthüllten Anfang November 2017 eine zur Verbrennung bestimmte Figur, die „H. Weinstein“ mit heruntergelassener Hose, eine Oscar-Statue und einen BH haltend zeigt. Eine Frauenfigur hält ihm aus dem Hintergrund eine offene Filmklappe mit der Aufschrift „The Last Cut / Scene #4“ vor den Schritt. Ihre Hände, ein aufblitzender Stern und seine verzogenen Lippen deuten das Abschneiden seines Genitals an.
Der Autor David Mamet erwähnte im Februar 2018, ein Theaterstück namens Bitter Wheat über Weinstein geschrieben zu haben. In der Tragikomödie spielte John Malkovich die an Weinstein angelehnte Rolle „Barney Fein“. Die Voraufführungen begannen am 7. Juni 2019, die Premiere war am 19. Juni 2019 im Garrick Theatre in London.
Im März 2018 enthüllte der anonyme Straßenkünstler „Plastic Jesus“ eine goldfarbige Weinstein-Skulptur, die auf einem Sofa sitzt und eine Oscar-Statue in der Hand hält. Das Casting Couch genannte Werk stand kurzzeitig auf dem Hollywood Boulevard als Street-Art-Protest und wurde dann wieder abgebaut.
Die Sängerin Amanda Palmer schrieb zusammen mit Jasmine Powers das Lied Mr. Weinstein Will See You Now.
Der Schriftsteller Benjamin von Stuckrad-Barre ließ den Erzähler in seinem 2023 erschienenen Roman Noch wach? von seinen Begegnungen mit Rose McGowan im Hotel Chateau Marmont berichten, die sich kurz vor dem Zeitpunkt ereignen, an dem unter anderem Rose McGowan mit ihren Anschuldigungen gegen Weinstein an die Öffentlichkeit geht.

### Verfilmungen
Am 20. Februar 2018 sendete der britische Channel 4 die Dokumentation Working with Weinstein.
Am 1. März 2018 war die Erstausstrahlung der Dokumentation Weinstein: The Inside Story auf dem britischen Fernsehprogramm BBC One zu sehen.
Im April 2018 wurde bekannt, dass die Produktionsfirma Plan B Entertainment von Brad Pitt zusammen mit Annapurna Pictures die Filmrechte an den Enthüllungen des Weinstein-Skandals erworben hat.
Ein Dokumentarfilm mit dem Arbeitstitel „Citizen Harvey“ wurde bei den Internationalen Filmfestspielen von Cannes 2018 präsentiert. Der Film hatte seine Premiere unter dem Titel Untouchable beim Sundance Film Festival im Januar 2019.
Der Spielfilm She Said von Maria Schrader startete am 8. Dezember 2022 in den deutschen Kinos.